# Genderneutraal taalgebruik
Genderneutraal taalgebruik is een vorm van inclusief taalgebruik waarin geen onderscheid tussen de genders of seksen/geslachten gemaakt wordt. Daarbij worden woorden vermeden die vooringenomen, discriminerend of denigrerend zouden kunnen zijn, omdat een bepaald geslacht of gender de norm zou zijn. Voorstanders van genderneutraal taalgebruik vinden het van belang dat alle lezers zich in teksten kunnen herkennen; vrouwen, mannen, en mensen die zich niet in een van deze identiteiten thuis voelen.

## Gevolgen van niet-genderneutraal taalgebruik

### Versterking van stereotypen en traditionele beelden
De voorstanders van genderneutraal taalgebruik wijzen op de negatieve effecten van niet genderneutraal taalgebruik. Dit taalgebruik weerspiegelt volgens hen traditionele beelden over rollen van mannen en vrouwen. Genderneutraal taalgebruik zou deze stereotypen doorbreken, en hiermee een bijdrage leveren aan gelijke kansen voor iedereen.
Volgens de Amerikaanse filosoof Judith Butler kan taal vooroordelen over wat typisch mannelijk of typisch vrouwelijk is construeren of versterken. Mannelijke voornaamwoorden kunnen de indruk wekken dat vrouwen zijn uitgesloten van de groep die beschreven wordt.

### Verband met loonkloof
Ook is gebleken dat de loonkloof tussen vrouwen en mannen kleiner is in landen waar het taalgebruik genderneutraal is. Volgens Jennifer Prewitt-Freilino, hoogleraar aan de Rhode Island School of Design, is taal mogelijk een factor in dergelijke ongelijkheid.

## Geschiedenis
Taal weerspiegelt de culturele, politieke en vanzelfsprekend ook seksuele gewoontes en gebruiken van haar sprekers, zoals de verhouding tussen mannen en vrouwen, de dominante klassen en hun ondergeschikte bevolkingsgroepen, enz.  De onderliggende connotaties en implicaties laten zich in dat opzicht niet gemakkelijk veranderen. Zo werd er traditiegetrouw van vrouwen geëist dat ze zich onderdanig of ondergeschikt opstelden tegenover mannen en zich tevens seksueel gematigd gedroegen. Seksuele gewoontes en gebruiken van bevolkingsgroepen die niet voldeden aan de historische rollen die aan (biologische) mannen en vrouwen toebedeeld waren, werden sterk afgekeurd en bij tijd en wijle vervolgd, bijvoorbeeld in de Utrechtse sodomieprocessen van 1730-31.
Beroepen en functies die een vrouwelijke vorm hadden, kregen niet zelden een maatschappelijke lagere waardering of zelfs een uitgesproken negatieve bijklank, zo leidt een mannelijke directeur of leider een bedrijf, terwijl er in de vrouwelijke vorm, directrice en leidster, eerder aan een onderwijsinstelling gedacht wordt. Een secretaris was oorspronkelijk een raadsman die bekend was met de geheimen en vertrouwelijke correspondentie van een instantie (zoals een bestuurscollege). De functie secretaresse, die in de 19e eeuw opkwam, was daarentegen een assistente van een invloedrijke persoon (een zakenman, directeur, e.d.): zij was o.m. verantwoordelijk voor zijn administratie en de briefwisseling. Tevens heeft het Nederlands de Franse vrouwelijke versies van maître “meester” en courtisan “hoveling”, de maîtresse (letterlijk “meesteres”) en courtisane (letterlijk “hofdame, vrouwelijke hoveling”), uitsluitend in hun seksuele betekenis overgenomen.
Zelfs bijvoeglijke naamwoorden en kwalificaties konden in betekenis (én bijklank) voor mannen en vrouwen verschillen: zo was een publieke man iemand die onder het grote publiek bekend was, maar een publieke vrouw werd een eufemisme voor een prostituee. Een gemakkelijke man was sociaal vaardig, maar bij een gemakkelijke vrouw (zonder enige context) werd eerder gedacht dat ze seksueel toegankelijk was.
In het verleden werden mannelijke voornaamwoorden - zoals het woord hij of zijn - veelvuldig in algemene zin gebruikt, d.w.z. van toepassing geacht op zowel vrouwen als mannen. In praktijk is dit vaak nog steeds het geval in de huidige wetgeving en in godsdienstige praktijken en regels. De Amerikaanse feministen Casey Miller en Kate Swift behoorden tot de eerste critici die betoogden dat juist het gebruik van mannelijke persoonsvormen in teksten in gevallen waarin de sekse niet bekend is, voortgekomen zou zijn uit maatschappelijke vooroordelen die al bestonden terwijl de taal zich ontwikkelde. In hun visie bestendigde de Engelse taal een door mannen beheerste, patriarchale maatschappij. In de jaren 1970 schreven ze in het essay "Desexing the English Language" als eersten hierover, dat gevolgd werd door een handleiding voor minder seksistisch taalgebruik, The Handbook of Nonsexist writing (verschenen in 1980). Zij wilden de bestaande taal hervormen, die volgens hen seksistisch was en gebruikt werd om vrouwen uit te sluiten en te ontmenselijken. In de jaren 1980 werden veel andere feministische pogingen gedaan om de taal te hervormen.
In de jaren 1990 raakte de oorspronkelijk Amerikaanse feministische invulling van gender in de betekenis van “het geheel van sociale en culturele kenmerken van een sekse” in bredere kring bekend (mede dankzij de invloedrijke werken van Judith Butler), ook in het Nederlandse taalgebied.  De term “geslacht” werd gelijkgesteld aan “biologische sekse” (als vertaling van het Engelse (biological) sex).

### Instellingen
Sinds de jaren 80 werd er in de omschrijvingen van vacatures steeds vaker om vaardigheden en kwalificaties gevraagd die niet geslachtsgebonden waren of tenminste met een toevoeging “m/v” nader aangeduid werden. Van overheidswege was er weinig  tot geen interesse om (impliciete) verwijzingen naar geslacht (of gender) in de administratie of bestuurlijke beslissingen onder de loep te nemen.  Onder de verschillende instanties en instellingen was het opvallend dat juist In de Nederlandse Rooms-Katholieke Kerk neutraal taalgebruik onderwerp van discussie werd. In een advies uit 1991 werd geconstateerd dat "exclusief taalgebruik" (taalgebruik dat vrouwen uitsloot) zeer ingesleten en gewoon was geworden en dat aandacht nodig was om het uit te bannen. Vrouwen voelden zich volgens de opstellers niet gelijkwaardig inbegrepen wanneer mannelijke vormen als "zondaar" of "vrijwilliger" gebruikt worden. Ook werd het van belang gevonden om de vrouwelijke en zorgende kant van God te benoemen, omdat deze kant ook in de Bijbel wordt beschreven. Er werd dan ook aanbevolen om niet meer te spreken over "Zijn wil", maar over "Gods wil". Verder was het advies onder meer om niet meer te spreken over "voorvaderen" maar over "voorouders" en bijvoorbeeld meervoud te gebruiken. In plaats van "de gemiddelde parochiaan is trots op zijn kerk" werd "meestal zijn parochianen trots op hun kerk". In de Willibrordvertaling van 1995 werd dan ook vrouwonvriendelijk taalgebruik geweerd.
Diverse vormen van genderneutraal taalgebruik raakten pas in de eenentwintigste eeuw meer ingeburgerd in geschreven en gesproken versies van vele talen. In 2015 werd bekend dat de Vlaamse overheid zou streven naar genderneutraliteit, onder andere op het gebied van de taal. Eerder al stelde de Canadese overheid richtlijnen vast voor genderneutraal taalgebruik. In 2015 stelde het Oostenrijkse leger een taalhandvest op om de taal in het leger meer vrouwvriendelijk en minder discriminerend te maken.
In 2016 kwam er kritiek op seksistische voorbeelden die in de Oxford English Dictionary stonden. Zo stond er bij het lemma "rabid" (rabiaat) als voorbeelduitdrukking "a rabid feminist". Ook het Nederlandse woordenboek Van Dale zou niet genderneutraal zijn: vrouwen worden meer beschreven op grond van uiterlijkheden, mannen meer op grond van hun innerlijke eigenschappen. Hoofdredacteur Ton den Boon stelde in 2016 dat dit komt doordat de historische dominantie van de man afstraalt op de taalontwikkeling.
In 2018 werkte Google aan het minder seksistisch maken van het taalgebruik. Er werd een poging gedaan om vertaaldienst Google Translate te wijzigen, zodat zowel vrouwelijke als mannelijke vertalingen worden gegeven als zinnen van een sekseneutrale taal worden vertaald naar talen waarin wel onderscheid in sekse wordt gemaakt, bijvoorbeeld in beroepsnamen. Ook de Googledienst Smart Compose, waarmee voorspellingen gedaan worden voor passende zinnen in email, wordt genderneutraler gemaakt. De moeilijkheid bij deze systemen is echter dat ze gebaseerd zijn op Machine Learning, waardoor veel gebruikte patronen als de meest waarschijnlijke voorspelling uit de bus komen. En vaak zijn de mannelijke vormen nog het gangbaarst.
Ook in 2018 verscheen ten behoeve van de vertalers van het Europees Parlement het handboek Gender-Neutral Language in The European Parliament, met algemene richtlijnen voor de verschillende soorten talen en met specifieke richtlijnen voor het Engels. Er werd ook een versie in het Nederlands gepubliceerd.

## Methodes voor vermijden van nadruk op gender
Er zijn verschillende benaderingen om te komen tot genderneutraal taalgebruik:
- Elke verwijzing naar sekse of gender vermijden, bijvoorbeeld door gebruik van het meervoud (zij/hen/hun) in plaats van het enkelvoud of door het vermijden van de woorden hij/hem/zijn of zij/haar.
- Het standaardgebruik van de mannelijke vorm zo veel mogelijk vermijden.[1]
- Geen veronderstellingen maken over iemands gender.[20]
- Niet de nadruk leggen op iemands gender.[20]
- Het gebruik van neutrale woorden als 'acteur' voor beide geslachten, of het noemen van beide vormen, 'acteurs en actrices'.

## Aanpak Nederlands
Er is geen uitgekristalliseerde aanpak voor het genderneutraal maken van Nederlandstalige tekst.
Het Europees Parlement heeft in 2019 een algemeen richtsnoer gepubliceerd, met een bijlage specifiek voor het Nederlands.

#### Sociale rollen
Veel Nederlandse woorden voor sociale rollen en familierelaties zijn genderspecifiek. Bij woorden als moeder, broer, grootvader, neef en tante is het bijvoorbeeld volkomen duidelijk of het een man of vrouw betreft. Daarnaast bevat het Nederlands ook neutrale woorden voor sociale rollen. Voorbeelden daarvan zijn burger, student, individu. Een alternatief voor ‘vader en moeder’ is ‘ouder’. De term partner kan gebruikt worden in plaats van ‘echtgenoot’ of ‘echtgenote’.

### Voornaamwoorden van de derde persoon enkelvoud
In het Nederlands is er nog geen ingeburgerd alternatief voor het mannelijk en het vrouwelijk persoonlijk voornaamwoord in de derde persoon enkelvoud (hij of zij). Bij een keuze voor genderneutraal taalgebruik stelt dit de spreker of schrijver voor problemen. Er zijn wel mogelijkheden om het persoonlijk voornaamwoord te vermijden. Een tekst als "De werkgever moet zijn personeel de kans geven zich te laten bijscholen" kan geformuleerd worden als:
| Principe                             | Voorbeeld                                                                  |
| ------------------------------------ | -------------------------------------------------------------------------- |
| weglating van het voornaamwoord      | De werkgever moet personeel de kans geven zich te laten bijscholen         |
| gebruik van tweede persoon enkelvoud | Als werkgever moet je je personeel de kans geven zich bij te scholen       |
| gebruik van de meervoudsvorm         | Werkgevers moeten hun personeel de kans geven zich bij te scholen          |
| gebruik van de passieve vorm         | Personeel moet van de werkgever de kans gegeven worden zich bij te scholen |

### Beroepsnamen
In het Nederlands zijn de namen van sommige beroepen genderneutraal, maar heel veel namen ook niet. Sommige namen waren in het verleden niet genderneutraal, en zijn later neutraler gemaakt, bijvoorbeeld de termen verpleegster/zuster en broeder zijn vervangen door het genderneutrale verpleegkundige, en vroedvrouw is vervangen door verloskundige.
Er worden vijf categorieën van beroepsnamen in het Nederlands onderscheiden:
- Binaire beroepsnamen met een exclusieve mannelijke variant. Een voorbeeld is boer en boerin. Boer wordt exclusief voor een man gebruikt, boerin voor een vrouw.
- Binaire beroepsnamen met een inclusieve mannelijke variant. In deze categorie is de mannelijke vorm bruikbaar voor zowel mannen als vrouwen. De vrouwelijke vorm geldt enkel voor vrouwen. Een voorbeeld is acteur en actrice.
- Niet-binaire mannelijke beroepsnamen. Deze beroepsnamen kennen slechts een variant, die ook voor vrouwen wordt gebruikt, zoals burgemeester, hoogleraar of rechter.
- Niet-binaire vrouwelijke beroepsnamen. Deze beroepen werden vroeger alleen door vrouwen uitgeoefend. Voorbeelden zijn caissière, naaister, poetsvrouw en vroedvrouw.
- Genderoverkoepelende beroepsnamen. Voorbeelden zijn leerkracht, leidinggevende en verpleegkundige.

Er zijn verschillende meningen over de noodzaak of wenselijkheid van genderneutrale beroepsnamen. Sommigen zijn van mening dat neutrale termen voor beroepen gebruikt zouden moeten worden, en als er geen neutrale term beschikbaar is, zou het beste voor de mannelijke vorm gekozen kunnen worden. Zo worden ook vrouwen hoogleraar genoemd. Anderen zijn van mening dat het juist van belang is door de beroepsnaam meteen duidelijk te maken dat een vrouw dit beroep uitoefent, en dat men dus een acterende vrouw het beste niet acteur kan noemen, maar actrice.
Een moeilijkheid bij zogeheten neutrale termen voor beroepen is dat bij de zogeheten neutrale mannelijke term automatisch gedacht wordt dat de persoon een man is. Een voorbeeld is het beroep chirurg. Lezers van dit woord zullen in eerste instantie denken dat dit een man betreft. Andersom wordt bij het beroep secretaresse in eerste instantie aan een vrouw gedacht.
Volgens taalwetenschapster Ingrid van Alphen werkt het gebruik van mannelijke beroepsnamen voor vrouwen averechts, omdat vrouwen en hun beroepen op die manier onzichtbaar zouden worden gemaakt. Taalkundige Dries Vervecken is van mening dat genderneutrale termen helemaal niet neutraal zijn en dat vrouwen er geen dienst mee wordt bewezen. Jonge meisjes voelen zich volgens hem bijvoorbeeld minder aangesproken door banen die met een mannelijke beroepsnaam worden aangeduid. "Al met de leeftijd van 6 jaar hebben meisjes tal van beroepen als mogelijkheid voor zichzelf geschrapt."

### Aanspreekvormen
De gemeente Amsterdam ontwikkelde in 2017 een interne gids met ‘regenboog taaltips’, bedoeld als een hulpmiddel voor ambtenaren. Daarin worden genderneutrale alternatieven genoemd voor een aanspreekvorm zoals ‘dames en heren’. In plaats van bijvoorbeeld ‘geachte heer/mevrouw’ te gebruiken stelt de gemeente voor om een brief te beginnen met ‘geachte bewoner’. Op ongeveer hetzelfde moment maakte de NS bekend dat zij de reiziger voortaan neutraal aan gaan spreken met "beste reizigers" in plaats van "dames en heren".

#### Checklist
Er zijn checklisten ontwikkeld om te toetsen op genderneutraal taalgebruik. De schrijver kan zich dan vragen stellen bij revisie van de tekst. Voorbeelden van vragen op zo een checklist zijn:
- Geldt alles in de tekst ook voor het andere geslacht?
- Komen beide geslachten in de tekst voor?
- Worden zowel mannen als vrouwen aangesproken?
- Worden er vrouwelijke en mannelijke voorbeelden gebruikt in de tekst?

## Aanpak andere talen
Verschillende talen bedienen zich van verschillende middelen om genderneutraal taalgebruik te bereiken. Er zijn in dit verband drie soorten talen te onderscheiden:
- Talen waarin de naamwoorden een grammaticaal geslacht hebben. Dit zijn onder andere Duits, de Romaanse Talen,[1] de Slavische talen,[1] Hindi en Hebreeuws.[noten 1]
- Talen waarin de persoonlijke voornaamwoorden wel, maar de zelfstandige naamwoorden niet een grammaticaal geslacht hebben. Voorbeelden hiervan zijn Engels, Zweeds en Deens.
- Talen zonder grammaticaal geslacht. Voorbeelden zijn Ests, Fins, Hongaars,[1] Turks, Chinees en Swahili.

Het Nederlands behoort tot de eerste categorie, al is het grammaticale woordgeslacht hier grotendeels verdwenen, met name in de spreektaal.

### Duits
In het Duits kan bijvoorbeeld het woord lezers/lezeressen met het zogenoemde Gendersternchen (gendersterretje) genderneutraal gemaakt worden: Leser*innen. Er wordt ook wel een Genderdoppelpunkt (genderdubbelepunt) gebruikt. Onder meer de Duitse spoorwegen bedoelen bijvoorbeeld met Abonnent:innen mannelijke en vrouwelijke abonnees (respectievelijk Abonnenten en Abonnentinnen).
Een andere mogelijkheid is het gebruik van een binnen-I: StudentInnen voor studenten en studentes. Het Duitse orgaan voor de spelling, de Rat für Deutsche Rechtschreibung, besloot in juni 2018 om het gendersterretje niet in het officiële Duits op te nemen.

### Engels

#### Beroepsnamen
In het Engels worden bij genderneutraal taalgebruik genderspecifieke verwijzingen naar functies of beroepen vermeden. De Engelse genderspecifieke woorden voor policeman of stewardess maken plaats voor sekseneutrale termen, in dit geval police officer (politieagent) en flight attendant. In andere gevallen wordt de oorspronkelijk mannelijke term voor beide geslachten gebruikt. In plaats van actor en actress wordt dan bijvoorbeeld altijd actor gebruikt, ongeacht het geslacht van de persoon over wie het gaat. Bepaalde termen zoals chairman (voorzitter), die het achtervoegsel -man bevatten, worden door sommigen gezien als genderspecifiek. Zo een term kan dan vervangen worden door een neologisme zoals chairperson of chair.

#### Voornaamwoorden
Voor het persoonlijk voornaamwoord (pronoun) in de derde persoon enkelvoud (hij/zij) zijn in het Engels genderneutrale alternatieven. Zo zijn er in het Engels de singular they en het 'Spivak pronoun' 'e', genoemd naar Michael Spivak. Een voorbeeld van een tekst waarin gebruik wordt gemaakt van de singular they: The patient should be told at the outset how much they will be required to pay.

### Esperanto
In 1979 werd het genderneutrale voornaamwoord ri voor het eerst voorgesteld als extra optie naast de traditionele voornaamwoorden li (hij), ŝi (zij) en ĝi (het). In 1993 verscheen het in een Esperanto-leermethode. Tot ongeveer 2010 bleef het een zelden gebruikt experimenteel woord, maar na 2010 is het gebruik ervan aanzienlijk toegenomen, vooral onder jeugd en jongvolwassenen in westerse landen. Een gezaghebbende handleiding voor Esperantogrammatica, de Plena Manlibro de Esperanta Gramatiko, raadde voorheen het voornaamwoord ri af, maar vanaf april 2019 niet meer. Het legt nu zonder vooroordelen de verschillende manieren uit waarop het voornaamwoord daadwerkelijk wordt gebruikt.

### Frans
De Franse taal kent een binair grammaticaal geslachtssysteem, waarbij zelfstandige naamwoorden en voornaamwoorden standaard als mannelijk of vrouwelijk geclassificeerd worden. Bepaalde woorden, zoals un individu en une personne, kunnen qua betekenis (referent) zowel naar mannen als naar vrouwen verwijzen, maar zijn grammaticaal onveranderlijk mannelijk respectievelijk vrouwelijk.
Onderzoek suggereert dat grammaticaal mannelijke woorden vaker geassocieerd worden met mannen, terwijl grammaticaal vrouwelijke vormen vaker als genderneutraal geïnterpreteerd worden.
Er zijn initiatieven gekomen om de zichtbaarheid van het vrouwelijk geslacht in het Frans te vergroten. Een voorbeeld hiervan is het gebruik van dubbele vormen, zoals les étudiant(e)s in plaats van enkel les étudiants, om expliciet te verduidelijken dat het om zowel mannelijke als vrouwelijke studenten gaat.
In 2021 nam de redactie van Le Petit Robert het persoonlijk voornaamwoord iel op, als genderneutraal alternatief voor elle (zij) of il (hij). Er werd bij vermeld dat gebruik van het woord iel zeldzaam was op dat moment.

### Zweeds
In Zweden werd in 2015 het genderneutrale voornaamwoord hen opgenomen in de Svenska Akademiens ordlista, de officiële lijst van Zweedse woorden. Het kan als alternatief voor han (hij) of hon (zij) gebruikt worden.

## Wetenswaardigheden
- Het woord genderneutraal werd in 2017 verkozen tot het lelijkste woord van het jaar.[36]